# Xenoturbella westbladi
Xenoturbella westbladi is een soort in de onderstam Xenoturbellida. Het zijn wormachtige mariene organismen van 1 tot 4 centimeter lang. De diertjes hebben geen hersenen, geen darmen en geen geslachtsklieren, maar wel trilharen en een diffuus zenuwstelsel. Dit diertje komt uit het geslacht Xenoturbella en behoort tot de familie Xenoturbellidae. Xenoturbella westbladi werd in 1999 beschreven door Israelsson.

## Voorkomen
De Xenoturbella westbladi leven in zout water in grote zeeën en oceanen.
Ze leven vooral in de Oostzee (vooral tegen de kusten van Zweden) en in de Noordelijke Atlantische Oceaan (kusten van heel Europa en Groenland).